# Juan Carlos Ares

Wappen von Juan Carlos Ares als Weihbischof in Buenos Aires

Juan Carlos Ares (* 23. Dezember 1963 in Buenos Aires) ist ein argentinischer Geistlicher und römisch-katholischer Bischof von San Carlos de Bariloche.

## Leben
Juan Carlos Ares wurde im Stadtteil Constitución von Buenos Aires geboren und wuchs im Stadtteil Monserrat auf, wo er sich in der Jugendarbeit der Pfarrei Nuestra Señora de La Piedad engagierte. Er besuchte zuerst die dortige kirchliche Grundschule und später das Colegio Nacional Juan Martín de Pueyrredón im Stadtteil San Telmo. Ab 1982 studierte Ares Philosophie und Katholische Theologie am Priesterseminar Inmaculada Concepción in Buenos Aires und an der Päpstlichen Katholischen Universität von Argentinien, an der er ein Bachillerato im Fach Katholische Theologie erlangte. Darüber hinaus belegte er Kurse in Pädagogik und in Gemeindepädagogik. Am 25. November 1989 empfing er im Luna-Park-Stadion in Buenos Aires durch den Erzbischof von Buenos Aires, Juan Carlos Kardinal Aramburu, das Sakrament der Priesterweihe für das Erzbistum Buenos Aires.
Ares war nach der Priesterweihe zunächst ab 1990 als Pfarrvikar und ab 1995 als Pfarrer der Pfarrei San Rafael Arcángel im Stadtteil Villa Real tätig, bevor er 2001 Pfarrer der Pfarrei San Ramón Nonato im Stadtteil Vélez Sársfield wurde. Ab 2010 war er Pfarrer der Pfarrei Nuestra Señora de Balvanera im Stadtteil Balvanera. Zudem fungierte er von 1999 bis 2001 und von 2008 bis 2009 als Dechant des Dekanats Versalles sowie ab 2011 als Dechant des Dekanats Once.
Neben seiner Tätigkeit in der Pfarrseelsorge wirkte Ares ab 1993 als Assessor des erzbischöflichen Rates für die Jugendabteilung der Katholischen Aktion und von 1998 bis 2002 als Kaplan der Pfadfinder im Stadtteil Villa Devoto. Im Jahr 2000 wurde er zusätzlich stellvertretender Direktor der Abteilung für die Pfarrschulen und 2002 stellvertretender Direktor des erzbischöflichen Schulrates. Außerdem war er ab 2012 als Assessor der Erwachsenenabteilung Katholischen Aktion im Erzbistum Buenos Aires tätig. Darüber hinaus gehörte Ares dem Priesterrat (1999–2001; 2008–2010 und ab 2011) und dem Konsultorenkollegium (ab 2012) sowie dem Rat für das katholische Bildungswesen (ab 2002) und der erzbischöflichen Kommission für die Priesterausbildung (ab 2011) an.
Am 17. November 2014 ernannte ihn Papst Franziskus zum Titularbischof von Cercina und zum Weihbischof in Buenos Aires. Die Bischofsweihe spendete ihm der Erzbischof von Buenos Aires, Mario Aurelio Kardinal Poli, am 26. Dezember desselben Jahres in der Catedral Metropolitana de Buenos Aires; Mitkonsekratoren waren der Bischof von Avellaneda-Lanús, Rubén Oscar Frassia, und der Bischof von Jujuy, César Daniel Fernández. Sein Wahlspruch Aquí estoy, envíame („Hier bin ich, sende mich“) stammt aus Jes 6,8 . Als Weihbischof war Ares ab 2015 zusätzlich Bischofsvikar für die Region Devoto und ab 2021 auch für die Pastoral sowie Assessor der Abteilung für die kirchlichen Bewegungen, Vereinigungen und neuen geistlichen Gemeinschaften und weiterhin Assessor der Katholischen Aktion. In der Argentinischen Bischofskonferenz leitet er seit 2017 die Kommission für die Gefängnisseelsorge. Ferner fungierte er 2021 als Untersekretär der ersten Diözesansynode des Erzbistums Buenos Aires.
Papst Franziskus bestellte ihn am 19. Mai 2023 zum Bischof von San Carlos de Bariloche. Die Amtseinführung erfolgte am 21. Juli desselben Jahres.